# Darkside (Necrophobic-Album)
Darkside ist das zweite Album der schwedischen Band Necrophobic.

## Entstehung
Darkside wurde zwischen der Mond- und Sonnenfinsternis des Jahres 1996 im Sunlight Studio in Stockholm aufgenommen. David Parland, der einen Teil der Musik und Texte geschrieben hatte, war an den Aufnahmen bis auf das zweite Gitarrensolo bei Black Moon Rising nicht beteiligt; er verließ die Band ungefähr zur Zeit der Veröffentlichung der EP Spawned by Evil (Frühling 1996). Während der Aufnahmen wurde Sebastian Ramstedt festes Mitglied von Necrophobic, spielte auf dem Album jedoch nur das jeweils erste Gitarrensolo bei Spawned by Evil und Darkside ein. Er hatte „nicht die Muße, mich mit allen Songs im Vorfeld detailliert zu beschäftigen, während die anderen schon mehrere Jahre ihr Herzblut haben einfließen las“. Bei Nailing the Holy One wirkte Jon Nödtveidt von Dissection als Gastsänger mit. Abgemischt und produziert wurde das Album von der Band und Tomas Skogsberg, als Toningenieure waren neben diesem Anders Lindström und Fred Estby beteiligt. Gemastert wurde es im Cuttingroom.

## Titelliste
1. Black Moon Rising – 2:51 (Text und Musik: Parland)
2. Spawned by Evil – 3:21 (Text: Sidegård; Musik: Parland, Halfdan)
3. Bloodthirst – 3:39 (Text: Sterner; Musik: Parland, Sterner, Halfdan)
4. Venaesectio (Episode One) – 1:23 (Musik: Sidegård)
5. Darkside – 3:55 (Text: Sterner; Musik: Parland, Halfdan, Sidegård)
6. The Call – 3:26 (Text: Parland, Halfdan, Sidegård; Musik: Parland, Sidegård)
7. Descension (Episode Two) – 1:21 (Musik: Sidegård)
8. Nailing the Holy One – 2:42 (Text: Parland, Sterner, Halfdan, Sidegård; Musik: Parland)
9. Nifelhel – 4:12 (Musik: Halfdan)
10. Christian Slaughter – 6:16 (Text: Sterner, Halfdan; Musik: Sterner, Halfdan)

## Musikstil und Texte
Die Band ist auf Darkside „weitestgehend ihren Death Metal-Roots treu geblieben“ und mischt „Hyperspeed-Riffs […] mit straightem, unspektakulärem, aber effektivem Drumming […] und […] stets mit den für Schweden so typischen Melodiebögen“. Der Gesang orientiert sich jedoch am für nordischen Black Metal typischen Kreischen statt der „thrashigen, leicht Death-metallischen Vocals der ersten Scheibe“, und Bloodthirst und Darkside orientieren sich auch darüber hinaus am nordischen Black Metal. Auch das Tremolo-Riffing, das „mit unterschwelligen Melodien den Hauptteil der unheilvollen Kompositionen“ formt, sorgt dafür, dass das Album „ein gutes Stück schwarzmetallischer“ klingt. Entsprechend schreibt auch die Band selbst, dass sie sich mit diesem Album „weiter in die dunklen und bösen Domänen hinein bewegt“ hatte. Der Stil wurde mit Dissection, Sacramentum und bei Nailing the Holy One mit Grotesque verglichen.

## Rezeption
Frank Albrecht vom Rock Hard schrieb in seiner Rezension, es freue ihn „zu hören, daß die Schweden weitestgehend ihren Death Metal-Roots treu geblieben sind“. Er bezeichnet den Gesang zwar als leichtes Anhängen „an den aktuellen Trend“ und weist auf die Black-Metal-Ausrichtung der Lieder Bloodthirst und Darkside hin; diese hätten jedoch „soviel Stil, daß sie den Gesamteindruck nur aufwerten“. Christoph Meul von metal.de hingegen schrieb, das Album sei „weder das berechnende Aufspringen auf den damals rasch an Fahrt aufnehmenden Black-Metal-Zug, das einige daraus machen, noch das (unterschätzte) makellose Meisterwerk, das andere darin sehen“. Vergleiche mit Dissections Frühwerk und Sacramentum passten zwar „wie die Faust aufs Auge, aber ‚Darkside‘ wirkt im Unterschied zu ‚The Somberlain‘ und ‚Far Away From The Sun‘ nicht zuletzt aufgrund von Gesang und Sound noch einen Hauch boshafter und kälter“. Das „ansehnliche Artwork von Kristian Wahlin“ passe zwar „perfekt zur transportierten Stimmung, Liedtitel und Texte hingegen sind doch zu eindimensional und Black-Metal-stereotyp (es dreht sich ausschließlich um den Klischee-Dreiklang töfter Satan, tote Christen und tiefe Wälder) […]. […] Kleine Makel wie die sehr knapp bemessene Spielzeit und die zu banalen Lyrics verhindern letzten Endes das Prädikat ‚Meisterwerk‘.“